# 관측탑

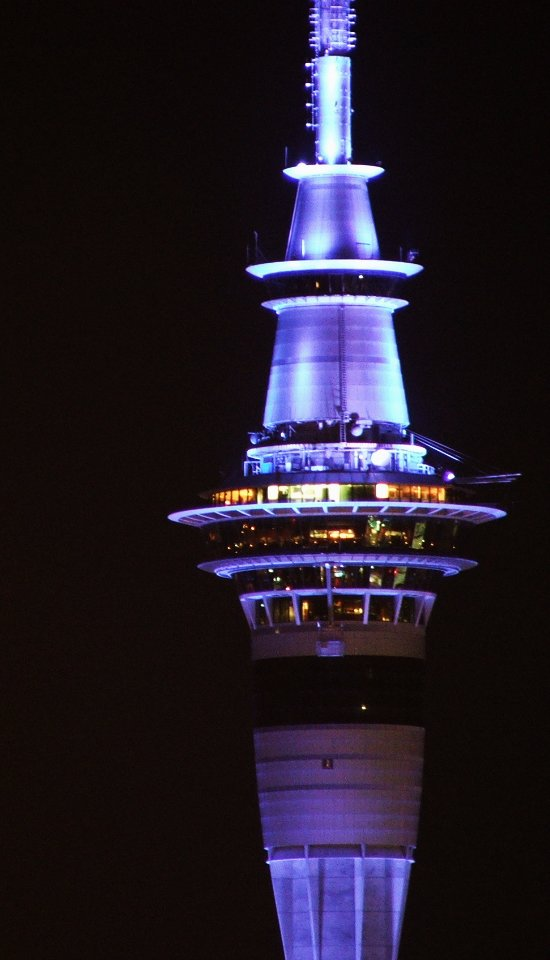
뉴질랜드 오클랜드에 위치한 스카이 타워

관측탑(觀測塔)은 관측을 할 수 있는 탑을 말한다. 일명 전망탑이라고도 한다.

## 같이 보기
- 전망대